# Ахвледиани, Георгий Сариданович
Гео́ргий Сариданович Ахвледиа́ни (13 апреля 1887 — 7 июля 1973) — советский грузинский лингвист, академик АН Грузинской ССР.

## Биография
Г. С. Ахвледиани родился 13 апреля 1887 г. в деревне Дерчи близ Кутаиси (Западная Грузия). В 1910 поступил на славяно-русское отделение историко-филологического факультета Харьковского университета. Закончил Императорский Харьковский университет, а затем и Петроградский университет.

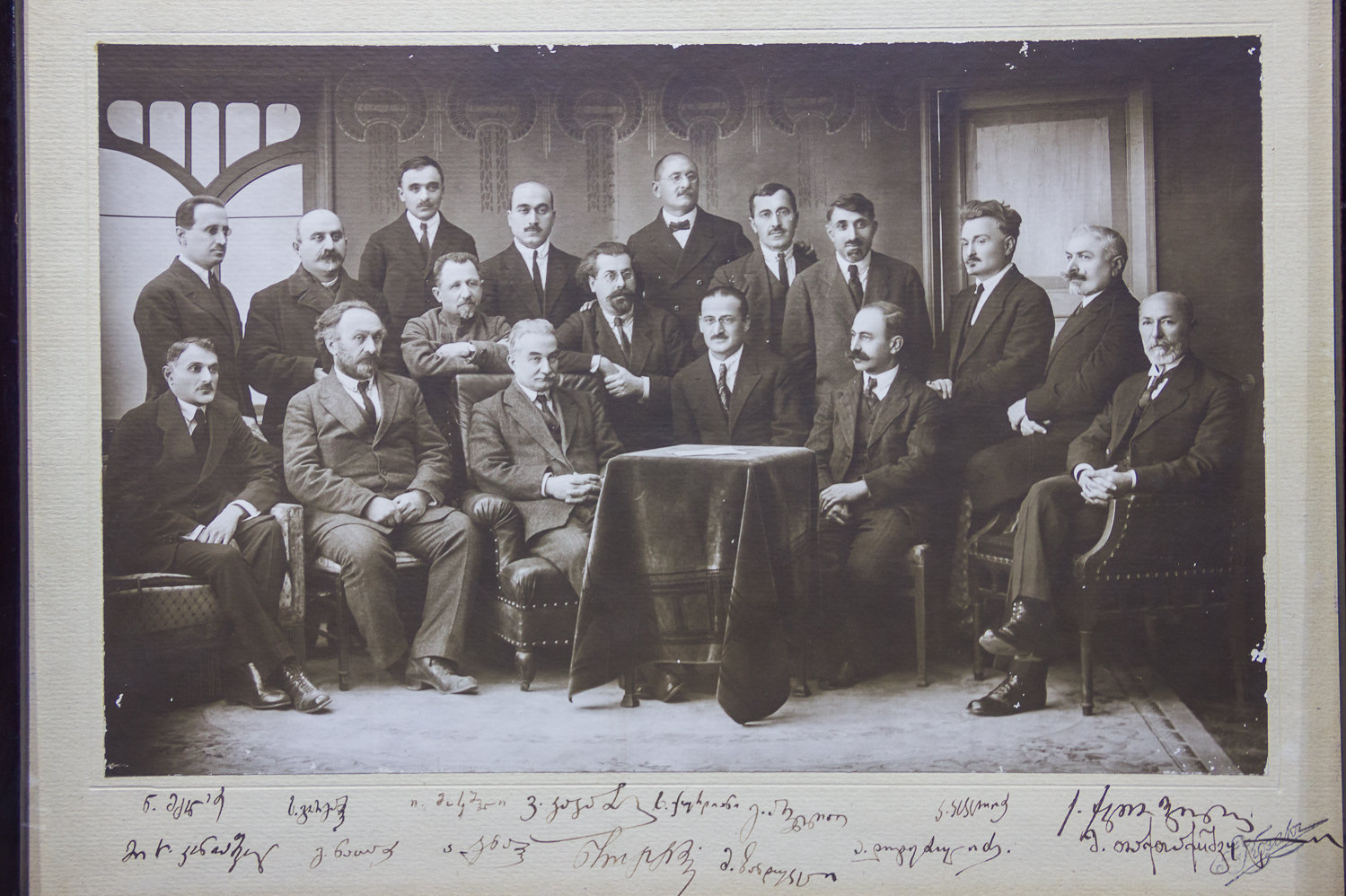
1918. Группа профессоров — основателей Тбилисского университета. Ахвледиани стоит шестой слева. В первом ряду третий слева — Иване Джавахишвили

В 1918 году вернулся в Тбилиси в связи с основанием Грузинского университета, участвовал в академической комиссии «Общества Грузинского университета». Был одним из основателей Тбилисского университета (1918).
С 1939 года член-корреспондент Академии наук СССР.

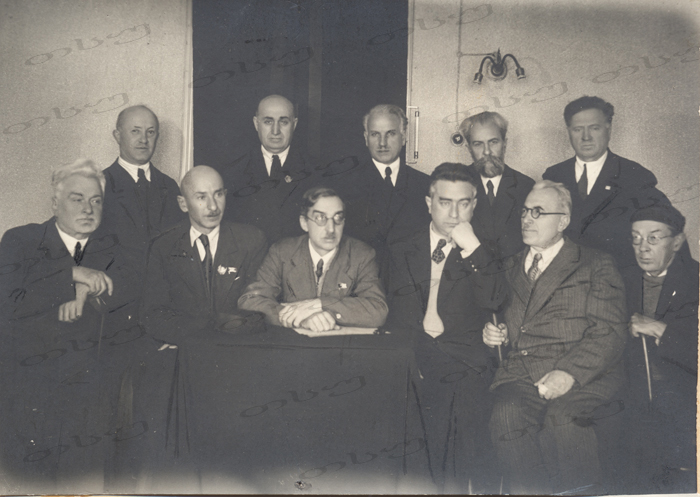
Первый президиум Академии наук Грузинской ССР : слева направо: Корнелий Кекелидзе, Николай Кецховели, Николай Мусхелишвили (председатель), Симон Джанашиа, Георгий Ахвледиани, Филипп Зайцев; Стоят: Александр Джанелидзе, Тарас Кварацхелия, Арнольд Чикобава, Георгий Чубинашвили, Акакий Шанидзе. 1941

В 1941 году при основании Академии наук Грузинской ССР был избран её действительным членом.
В годы Великой Отечественной войны руководил группой по исправлению нарушений речи, наступивших вследствие ранений у военных.
В 1951 году возглавил сектор логопедии Тбилисского научно-исследовательского института педагогики им. Я. Гогебашвили. Был председателем грузинского отделения общества «Знание» и председателем Грузинского лингвистического общества.
Г. С. Ахвледиани умер 7 июля 1973 г. в г. Тбилиси, его именем названа улица города.

Памятник Ахвледиани у Тбилисского университета

## Вклад в развитие языковедения илогопедии
Г. С. Ахвледиани принадлежат фундаментальные работы по лингвистике. Одним из направлений его деятельности была индоиранистика. В этой области исследовал осетинский язык, фонетику картвельских и горских кавказских языков. Проводил исследования в области общего языкознания (теория фонемы, проблемы фонологической синтагматики, вопросы экспериментальной фонетики). Разрабатывал вопросы теории и практики логопедии. В изучении природы речевых нарушений Г. С. Ахвледиани особое место придавал фонетике. В одной из своих работ он писал: «Логопедия тесно связана с рядом научных дисциплин, но больше всего с фонетикой; их объект изучения один и тот же — социально значимые артикуляционные действия, артикуляционные звучания, но каждый из них — фонетика и логопедия, изучает этот объект с различной точки зрения и различной целью».
Под его руководством выполнен ряд исследований по теории и практике логопедии. Среди этих исследований: «Типология заикания», «Профилактика речевых нарушений», «Речевые нарушения и их исправления», «Сигматизм и его исправления», «Недостатки произношения грузинских школьников», «Коллективная коррекция звуков», «Особенности письма детей с недостатками произношения», «История логопедической работы в Грузии», «Дидактические игры-упражнения в логопедической работе». Г. С. Ахвледиани создал научную школу, к которой принадлежат многие грузинские логопеды (Н. Асамбадзе, А. Кайшаури, З. Габашвили, Т. Перадзе, А. Келбакиани).

## Труды
- Ахвледиани Г. С. Основы общей фонетики. — Тбилиси, 1949.
- Ахвледиани Г. С. Сборник избранных работ по осетинскому языку. — Тбилиси, 1960.